# Cratere de Graft
de Graft  è un cratere sulla superficie di Mercurio.